# DeSmuME
DeSmuME (ehemals YopYop DS) ist ein Open-Source-Emulator für Nintendo DS unter Linux, Mac OS und Windows. Sein Name leitet sich von Emu (kurz für Emulator), DS und ME ab.

## Features
DeSmuME unterstützt save state (Spielstand jederzeit abspeicherbar), die Möglichkeit die Bildschirmgröße zu verändern und Filter, um die Bildqualität zu verbessern. DeSmuME unterstützt auch Mikrofon-Benutzung auf Windows- und Linux-Ports sowie direkte Video- und Audio-Aufnahme. Der Emulator bietet auch einen eingebauten Film-Recorder. Man kann einen Screenshot aufnehmen, dem GBA-Slot ein Spiel hinzufügen, und man kann das Spiel an einer beliebigen Stelle pausieren bzw. fortsetzen. Es ist auch möglich, das Spiel in erhöhter Geschwindigkeit abzuspielen.

## DeSmuME X432R
Bei DeSmuME X432R handelt es sich um einen Fork von DeSmuME, welcher höhere Render-Auflösungen als die Original-Konsole unterstützt.